# Nouveau Cirque
Nouveau Cirque fue un circo situado en París, 251 Rue Saint-Honoré, que estuvo en funcionamiento desde el 12 de febrero de 1886 hasta el 18 de abril de 1926.

## Descripción
Era propiedad de Josep Oller, cofundador del Moulin Rouge.
En el edificio, la arena podía ser bajada mediante un sistema hidráulico, diseñado por el ingeniero Félix Léon Edoux y se podía llenar de agua para ofrecer espectáculos acuáticos. Fue uno de los pocos edificios de París iluminados con luz eléctrica en la época. 
Fue un local exclusivo, los espectadores debían acudir vestidos con traje formal.
Tras su cierre fue demolido.